# Hipismo nos Jogos Paralímpicos de Verão de 2012 - Concurso por equipes
A competição de hipismo na modalidade por equipes foram disputadas entre os dias 30 de agosto e 2 de setembro em Greenwich Park, em Londres. Neste evento, participam atletas de todas as classes. Cada cavaleiro ou amazona participou de dois concursos: o de equipes e o individual. O concurso por equipes foi disputado nos dias 30 e 31 de agosto, e o concurso individual foi disputado nos dias 1 e 2 de setembro. As notas dos dois concursos são somadas e as 3 maiores somas de cada equipe contam para o resultado final. O concurso individual também distribui medalhas para os 3 melhores de cada classe.

## Medalhistas
|  | GBR Grã-Bretanha                                             |  | GER Alemanha                                                   |  | IRL Irlanda                                             |
|  | Lee Pearson Sophie Wells Deborah Criddle Sophie Christiansen |  | Angelika Trabert Britta Napel Steffen Zeibig Hannelore Brenner |  | Eilish Byrne James Dwyer Geraldine Savage Helen Kearney |

## Resultados
- # - Indica que o/a atleta teve os resultados descartados

| Pos.   | Equipe             | Atleta                          | Classe | Cavalo               | TT%    | CT%    | Pontuação individual | Notas | Pntuação total |
| ------ | ------------------ | ------------------------------- | ------ | -------------------- | ------ | ------ | -------------------- | ----- | -------------- |
| Ouro   | GBR Grã-Bretanha   | Lee Pearson                     | Ib     | Gentleman            | 74.682 | 75.391 | 150.073              |       | 468.817        |
| Ouro   | GBR Grã-Bretanha   | Sophie Wells                    | IV     | Pinocchio            | 75.906 | 76.323 | 152.229              |       | 468.817        |
| Ouro   | GBR Grã-Bretanha   | Deborah Criddle                 | III    | LJT Akilles          | 72.926 | 71.267 | 144.193              | #     | 468.817        |
| Ouro   | GBR Grã-Bretanha   | Sophie Christiansen             | Ia     | Janeiro 6            | 83.765 | 82.750 | 166.515              |       | 468.817        |
| Prata  | GER Alemanha       | Angelika Trabert                | II     | Ariva-Avanti         | 67.143 | 76.000 | 143.143              |       | 440.970        |
| Prata  | GER Alemanha       | Britta Napel                    | II     | Aquilina 3           | 72.571 | 76.048 | 148.619              |       | 440.970        |
| Prata  | GER Alemanha       | Steffen Zeibig                  | III    | Waldemar             | 67.667 | 66.233 | 133.900              | #     | 440.970        |
| Prata  | GER Alemanha       | Hannelore Brenner               | III    | Women of the World   | 75.741 | 73.467 | 149.208              |       | 440.970        |
| Bronze | IRL Irlanda        | Eilish Byrne                    | II     | Youri                | 67.714 | 73.429 | 141.143              |       | 428.313        |
| Bronze | IRL Irlanda        | James Dwyer                     | IV     | Orlando              | 69.719 | 68.516 | 138.235              |       | 428.313        |
| Bronze | IRL Irlanda        | Geraldine Savage                | Ia     | Blues Tip Top Too    | 68.000 | 68.800 | 136.800              | #     | 428.313        |
| Bronze | IRL Irlanda        | Helen Kearney                   | Ia     | Mister Cool          | 72.235 | 76.700 | 148.935              |       | 428.313        |
| 4      | NED Países Baixos  | Gert Bolmer                     | II     | Vorman               | 66.143 | 70.143 | 136.286              | #     | 428.253        |
| 4      | NED Países Baixos  | Petra van de Sande              | II     | Valencia Z           | 68.095 | 74.476 | 142.571              |       | 428.253        |
| 4      | NED Países Baixos  | Frank Hosmar                    | IV     | Alphaville           | 71.781 | 73.097 | 144.878              |       | 428.253        |
| 4      | NED Países Baixos  | Sanne Voets                     | III    | Vedet PB             | 72.037 | 68.767 | 140.804              |       | 428.253        |
| 5      | BEL Bélgica        | Barbara Minneci                 | II     | Barilla              | 68.571 | 70.095 | 138.666              |       | 427.000        |
| 5      | BEL Bélgica        | Ciska Vermeulen                 | IV     | Whooney Tunes        | 66.750 | 71.613 | 138.363              |       | 427.000        |
| 5      | BEL Bélgica        | Michèle George                  | IV     | Rainman              | 72.906 | 77.065 | 149.971              |       | 427.000        |
| 5      | BEL Bélgica        | Ulricke Dekeyzer                | IV     | Cleverboy van d'Abel | 68.625 | 68.000 | 136.625              | #     | 427.000        |
| 6      | DEN Dinamarca      | Line Thorning Jørgensen         | IV     | Di Caprio            | 69.406 | 70.258 | 139.664              |       | 424.819        |
| 6      | DEN Dinamarca      | Susanne Sunesen                 | III    | Thy's Que Faire      | 71.333 | 69.700 | 141.033              |       | 424.819        |
| 6      | DEN Dinamarca      | Annika Dalskov                  | III    | Aros A Fenris        | 72.889 | 71.233 | 144.122              |       | 424.819        |
| 6      | DEN Dinamarca      | Liselotte Rosenhart             | Ia     | Priors Lady Rawage   | 68.765 | 70.000 | 138.765              | #     | 424.819        |
| 7      | USA Estados Unidos | Dale Dedrick                    | II     | Bonifatius           | 60.286 | 64.619 | 124.905              | #     | 417.528        |
| 7      | USA Estados Unidos | Rebecca Hart                    | II     | Lord Ludger          | 69.095 | 68.286 | 137.381              |       | 417.528        |
| 7      | USA Estados Unidos | Jonathan Wentz                  | Ib     | Richter Scale        | 70.364 | 70.348 | 140.712              |       | 417.528        |
| 7      | USA Estados Unidos | Donna Ponessa                   | Ia     | Western Rose         | 70.235 | 69.200 | 139.435              |       | 417.528        |
| 8      | CAN Canadá         | Lauren Barwick                  | II     | Off To Paris         | 72.095 | 71.857 | 143.952              |       | 416.125        |
| 8      | CAN Canadá         | Ashley Gowanlock                | Ib     | Maile                | 67.955 | 69.304 | 137.259              |       | 416.125        |
| 8      | CAN Canadá         | Eleonore Elstone                | IV     | Zareno               | 66.688 | 68.226 | 134.914              |       | 416.125        |
| 8      | CAN Canadá         | Jody Schloss                    | Ia     | Inspector Rebus      | 63.882 | 67.700 | 131.582              | #     | 416.125        |
| 9      | FRA França         | Valerie Salles                  | Ib     | Menzana d'Hulm       | 69.500 | 68.087 | 137.587              |       | 411.523        |
| 9      | FRA França         | Nathalie Bizet                  | IV     | Rubica III           | 67.281 | 67.581 | 134.862              | #     | 411.523        |
| 9      | FRA França         | Vladimir Vinchon                | III    | Flipper d'Or         | 69.333 | 67.433 | 136.766              |       | 411.523        |
| 9      | FRA França         | Jose Letartre                   | III    | Warina               | 69.370 | 67.800 | 137.170              |       | 411.523        |
| 10     | ITA Itália         | Silvia Veratti                  | II     | Zadok                | 62.476 | 69.905 | 132.381              |       | 405.855        |
| 10     | ITA Itália         | Antonella Cecilia               | II     | Corlord              | -      | -      | 0.000                | #     | 405.855        |
| 10     | ITA Itália         | Francesca Salvade               | II     | Come On              | 67.619 | 67.381 | 135.000              |       | 405.855        |
| 10     | ITA Itália         | Sara Morganti                   | Ia     | Royal Delight        | 69.824 | 68.650 | 138.474              |       | 405.855        |
| 11     | SIN Singapura      | Maximillian Tan                 | Ib     | Avalon               | 63.364 | 59.304 | 122.668              |       | 404.191        |
| 11     | SIN Singapura      | Gemma Rose Jen Foo              | Ia     | Avalon               | 68.588 | 65.050 | 133.638              |       | 404.191        |
| 11     | SIN Singapura      | Laurentia Tan                   | Ia     | Ruben James 2        | 74.235 | 73.650 | 147.885              |       | 404.191        |
| 12     | AUS Austrália      | Grace Bowman                    | II     | Kirby Park Joy       | 57.048 | -      | 57.048               | #     | 403.986        |
| 12     | AUS Austrália      | Joann Formosa                   | Ib     | Worldwide PB         | 71.955 | 75.826 | 147.781              |       | 403.986        |
| 12     | AUS Austrália      | Hannah Dodd                     | IV     | Waikiwi              | 66.156 | 65.161 | 131.317              |       | 403.986        |
| 12     | AUS Austrália      | Rob Oakley                      | Ia     | Statford Mantovani   | 57.588 | 67.300 | 124.888              |       | 403.986        |
| 13     | BRA Brasil         | Elisa Melaranci                 | II     | Zabelle              | 59.905 | 66.952 | 126.857              | #     | 399.287        |
| 13     | BRA Brasil         | Davi Salazar Pessoa Mesquita    | Ib     | Dauerbrenner         | 66.682 | 65.261 | 131.943              |       | 399.287        |
| 13     | BRA Brasil         | Marcos Fernandes Alves          | Ib     | Luthenay De Vernay   | 65.682 | 62.609 | 128.291              |       | 399.287        |
| 13     | BRA Brasil         | Sergio Froes Ribeiro De Oliva   | Ia     | Emily                | 71.353 | 67.700 | 139.053              |       | 399.287        |
| 14     | RSA África do Sul  | Anthony Dawson                  | II     | Roffelaar            | 62.143 | 64.571 | 126.714              | #     | 387.972        |
| 14     | RSA África do Sul  | Wendy Moller                    | II     | First Lady Van Prins | 64.429 | 66.000 | 130.429              |       | 387.972        |
| 14     | RSA África do Sul  | Marion Milne                    | Ib     | Shadow               | 65.818 | 62.826 | 128.644              |       | 387.972        |
| 14     | RSA África do Sul  | Philippa Johnson                | IV     | Lord Louis           | 63.125 | 65.774 | 128.899              |       | 387.972        |
| 15     | MEX México         | Fernando Figueroa Romero        | II     | Uwannabemine         | 54.905 | 58.810 | 113.715              |       | 369.858        |
| 15     | MEX México         | Maria Fernanda Otheguy Gonzalez | II     | Welton Adonis        | 60.381 | 61.667 | 122.048              |       | 369.858        |
| 15     | MEX México         | Erika Corinne Baitenmann Haakh  | II     | Casablanca           | 66.000 | 68.095 | 134.095              |       | 369.858        |
| 16     | NOR Noruega        | Jens Lasse Dokkan               | Ib     | Leopold              | 65.409 | 69.000 | 134.409              |       | 328.116        |
| 16     | NOR Noruega        | Marianne Muri                   | IV     | Fantastico           | 64.906 | 64.097 | 129.003              |       | 328.116        |
| 16     | NOR Noruega        | Anne Cecilie Ore                | III    | Ballantine           | 64.704 | -      | 64.704               |       | 328.116        |